# Pyrenees Shire
Pyrenees Shire is een Local Government Area (LGA) in Australië in de staat Victoria. Pyrenees Shire telt 6.576 inwoners. De hoofdplaats is Beaufort.